# Saint-Samson-de-la-Roque

Saint-Samson-de-la-Roque este o comună în departamentul Eure, Franța. În 1 ianuarie 2022 avea o populație de 437 de locuitori.